# Biotina-proteína ligasa
La biotina-proteína ligasa es una enzima que actúa realizando la modificación post-translacional de ciertas enzimas carboxilasas uniendo a ellas el cofactor biotina.
Carboxilasa + Biotina + ATP {\displaystyle \rightleftharpoons } Carboxilasa-Biotina + AMP + difosfato
Actúa sobre las carboxilasas:
- Metilmalonil-CoA decarboxilasa.
- Propionil-CoA carboxilasa.
- Metilcrotonil-CoA carboxilasa.
- Acetil-CoA carboxilasa.

Las actividades relacionadas con cada una de estas enzimas se definen con los números EC 6.3.4.9, EC 6.3.4.10, EC 6.3.4.11 y EC 6.3.4.15.
Se presenta como monómero. Su localización celular es el citoplasma y la mitocondria. Se expresa en el músculo y la placenta, y en menor medida en el cerebro, riñón, páncreas, hígado y pulmones.
Los defectos en biotina-proteína ligasa son causa de la deficiencia en holocarboxilasa sintetasa. Es un desorden recesivo autosomal caracterizado por cetoacidosis metabólica, hiperamonemia, excreción de metabolitos ácidos orgánicos anormales y dermatitis. Los síntomas clínicos y bioquímicos mejoran drásticamente con la administración de biotina.